# Radeon
A Radeon egy, az ATI Technologies (az AMD leányvállalata) által fejlesztett GPU-család; a nevet használják továbbá az ilyen chipeket hordozó videókártya-sorozat megnevezésére is. A termékvonal a Rage sorozatot követve 2000-ben jelent meg, s termékei azóta - az újabb DirectX-eljárások megjelenésével - három nagyobb generációs váltáson estek át. A sorozat tagjai az NVIDIA készítette GeForce grafikus processzorok - a számítási teljesítményt tekintve - egyetlen lényegi riválisai.

## GPU-k
| Sorozat                 | Támogatott API                     | Támogatott API              | Érdekesség |
| Sorozat                 | DirectX                            | OpenGL                      | Érdekesség |
| ----------------------- | ---------------------------------- | --------------------------- | --- |
| R100                    | DirectX 7.0                        | OpenGL 1.3                  | Az ATI első DirectX 7 kompatibilis megoldása, mely 2000-ben jelent meg. A HyperZ technológia segítségével megnövelt fill rate és nagy sávszélesség volt elérhető. Az első modell a Radeon 7000, a legutolsó a Radeon 7500 volt. |
| R200                    | DirectX 8.1                        | OpenGL 1.4                  | A második generációs Radeon, DirectX 8.1 alapokon, melyben megjelent a Pixel Shader 1.4 támogatás. A Radeon 8500 és Radeon 9250 közti kártyák tartoznak ide. |
| R300                    | DirectX 9.0                        | OpenGL 2.0                  | Az ATI első áttörése a grafikuskártyák piacán. DirectX 9.0 kompatibilitás, Pixel Shader 2.0 támogatás. A generáció tagjai a Radeon 9500 - 9800, X300 - X600, és X1050 kártyák. |
| R420                    | DirectX 9.0b                       | OpenGL 2.0                  | Kibővített Pixel Shader 2.0 támogatás jellemzi. Támogatott kártyák: Radeon X700 - X850. |
| R520                    | DirectX 9.0c                       | OpenGL 2.0                  | DirectX 9.0c támogatás, emellett bekerül a chipbe a Pixel Shader 3.0 támogatás. Külön extra a lebegőpontos renderelés és a HDR (High Dynamic Range) támogatása, fejlett anti-aliasinggel. Támogatott kártyák: X1300 - X1950. |
| R600                    | DirectX 10.0/ DirectX 10.1 (RV670) | OpenGL 2.0                  | A DirectX 10 támogatására kihegyezett kártyacsalád. Támogatott kártyák: HD 2400, HD 2600, HD 2900. DirectX 10.1 támogatással rendelkezik a HD 3800 és a HD 4800 széria. |
| R700                    | DirectX 10.1 (RV770)               | OpenGL 2.1 Shader Model 4.1 | HD 4850, 4870, 4850X2, 4870X2-es videókártyákból álló sorozat. 1 teraFlop a számolási sebessége GPU-nak. 800 stream processzort tartalmaz. A memóriabusz szélessége 256bit. GDDR3 és GDDR5-ös memóriákkal szerelik. CrossFire és HibridCrosfire támogatással rendelkezik                                                                            |
| Evergreen / R800        | DirectX 11                         | OpenGL 3.2 Shader Model 5.0 | 2009 szeptember 23-án mutatták be. Ezt a sorozatot már 40 nm-es technológiával gyártják. Az első DirectX 11-et támogató GPU család. Az első kártyák az 5850 és az 5870. Mindkettőt GDDR5-ös memóriákkal szerelték és több mint 1440 stream processzorral rendelkeznek. A fő konkurens NVIDIA-nak sokáig nem volt válasza a Cypress alapú kártyákra. |
| Northern Islands / R900 | DirectX 11                         | OpenGL 3.2 Shader Model 5.0 | 2010 október 22-én került forgalomba. |

## Videokártyák asztali számítógépekbe

### Xxxx szériás videókártyák
```
• X300 /SE/LE
• X550 /XT/XTX
• X600 /SE/Pro/XT
• X700 /SE/LE/Pro/XT
• X800 /SE/GT/GTO/GTO2/Pro/XL/XT/Platinum
• X850 /Pro/XT/CrossFire Edition
```

### X1xxx szériás videókártyák
```
• X1050
• X1300 /LE/Pro/XT
• X1600 /Pro/XT
• X1650 /GT/Pro/XT/
• X1650XT Dual-(2db X1650XT GPU tartalmaz egy NYÁK-on)
• X1800GT /GTO/GTO2/XL/XT
• X1900XT /XTX/CrossFire Edition
• X1950GT /Pro/XT/XTX/CrossFire Edition
• X1950Pro Dual-(2db X1950Pro GPU tartalmaz egy NYÁK-on)
```

### HD2xxx szériás videókártyák
```
• HD2400Pro/XT
• HD2600Pro/XT
• HD2600X2-(2 db HD2600XT GPU tartalmaz egy NYÁK-on)
• HD2900GT/Pro/XT
```

### HD3xxx szériás videókártyák
```
• HD3300
• HD3450
• HD3470
• HD3650
• HD3670
• HD3750
• HD3850
• HD3870
• HD3870x2
```

### HD4xxx szériás videókártyák
```
• HD4350
• HD4370
• HD4550
• HD4570
• HD4650
• HD4670
• HD4730
• HD4750
• HD4770
• HD4830
• HD4850
• HD4860
• HD4870
• HD4890
• HD4870 x2
• HD4850 x2
```

### HD5xxx szériás videókártyák
```
• HD5450
• HD5470
• HD5550
• HD5570
• HD5670
• HD5750
• HD5770
• HD5830
• HD5850
• HD5870
• HD5970 (HD5870 X2)
```

### HD6xxx szériás videókártyák
```
• HD6350
• HD6450
• HD6570
• HD6670
• HD6750
• HD6770
• HD6790
• HD6850
• HD6870
• HD6950
• HD6970
• HD6990 (HD6970 X2)
```

### HD7xxx szériás videókártyák
```
• HD 7570            
• HD 7730             
• HD 7750
• HD 7770
 
GHz Edition
• HD 7790
• HD 7850
• HD 7870
 
GHz Edition
• HD 7950
• HD 7950 Boost
• HD 7970
• HD 7970
 
GHz Edition
• HD 7990 ( 2x HD7970 )
```

### R2xx szériás videókártyák
```
• R5 230
• R7 240
• R7 250
• R7 250E
• R7 250X
• R7 260
• R7 260X
• R7 265
• R9 270
• R9 270X
• R9 280
• R9 280X
• R9 285
• R9 290
• R9 290X
• R9 295 ( 2db R9 290x GPU tartalmaz egy NYÁK-on)
```

### R3xx szériás videókártyák
```
• R7 360
• R7 370
• R9 380
• R9 380X
• R9 390
• R9 390X
• R9 FURY
• R9 FURY X
• R9 NANO
• Pro Duo (2db r9 NANO GPU tartalmaz egy NYÁK-on )
```

### R4xx szériás videókártyák
```
• RX 460
• RX 470
• RX 480
```

### R5xx szériás videókártyák
```
• RX 550
• RX 560
• RX 570
• RX 580
• RX 590
```

### Vega szériás videókártyák
```
• RX Vega 56
• RX Vega 64
• Radeon VII
```

## Videókártyák notebookokba

### HD3xxx szériás videókártyák
```
• HD3200
• HD3670
```

### HD4xxx szériás videókártyák
```
• HD4330
• HD4570
• HD4650
• HD4670
• HD4860
```

### HD5xxx szériás videókártyák
```
• HD5450
• HD5470
• HD5650
• HD5730
• HD5770
• HD5850
• HD5870
```